# Шото (Монтана)
Шото (англ. Choteau) — крупнейший город и административный центр округа Титон в штате Монтана в Соединённых Штатах Америки.
Согласно данным переписи населения США 2020 года число жителей города 
составляло 1721 человек, что, для такого небольшого населённого пункта, существенно больше (+ 2.2%), чем было во время предыдущей переписи, проводившейся в 2010 году (1684 человек), что частично скомпенсировало спад, наблюдавшийся с начала третьего тысячелетия.

## История
Шото назван в честь французского торговца мехом, торговца и исследователя Пьера Шуто. Первоначально это был торговый пост, основанный А. Б. Гамильтоном в 1873 году, а первые жилые дома появились в 1883 году.
Своего пикового значения в XX веке (1966 человек) население города достигло в 1960 году; в первой четверти XXI века оно не превышало 1781.

## География
Шото расположен неподалёку от Скалистых гор и реки Титон. Чуть южнее находится озеро Фризаут (англ. Freezout Lake), прекрасное место для наблюдения за птицами. Сотни тысяч птиц собираются на озере во время пика миграции. На озере зарегистрировано более двухсот видов птиц.
Согласно данным Бюро переписи населения США, город имеет площадь 1,83 квадратных мили (4,74 км2) и вся эта территория приходится на сушу.

## Климат
В городе Шото полузасушливый климат с холодной сухой зимой и теплым, более влажным летом, который, согласно системе классификации климатов Кёппена, сокращённо обозначается на климатических картах аббревиатурой «BSk».